# Oleaginosa
São vegetais que possuem óleos e gorduras que podem ser extraídos através de processos adequados. Os óleos extraídos são substâncias insolúveis em água (hidrofóbicas), que na temperatura de 20° C exibem aspecto líquido. As gorduras distinguem-se dos óleos por apresentar um aspecto sólido à temperatura de 20° C. São formados predominantemente por triglicerídios, compostos resultantes da condensação entre um glicerol e ácidos graxos. Os principais óleos e gorduras vegetais comercializados são:
- Óleo de soja

- Óleo de açaí

- Óleo de andiroba

- Óleo da castanha-do-pará

- Óleo de maracujá

- Óleo de Patauá

- Óleo de Pracaxi

- Óleo de Tucumã

- Óleo de goiaba

- Óleo de buriti

- Óleo canola

- Óleo de girassol

- Óleo de milho

- Óleo de arroz

- Óleo de uva

- Óleo ou gordura de coco de babaçu

- Óleo ou gordura de coco

- Óleo ou gordura de palma

- Óleo ou gordura de palmiste

- Óleo de gergelim

- Óleo misto ou composto

- Óleo vegetal saborizado e azeite saborizado

- Azeite de oliva

- Óleo de dendê

Além dos óleos de origem vegetal (oleaginosas), existem os óleos de origem animal e microbiana.

## Sementes oleaginosas
Sementes oleaginosas incluem castanhas, nozes, amêndoas, avelãs, entre outras. Além dessas Sementes conterem muitas calorias, elas também são carregadas de nutrientes que trazem vários benefícios à saúde, como as gorduras  monoinsaturada e poliinsaturada, vitaminas e minerais.

## Características principais das frutas oleaginosas
Nozes
As nozes, por conterem grande quantidade de calorias, são famosas como fonte de energia. Além disso, nozes são uma ótima fonte de vitamina E, potássio e proteína vegetal. As nozes são o alimento vegetal que apresenta uma maior quantidade de antioxidantes, responsáveis por combater o envelhecimento celular e prevenir muitas doenças, como: doenças coronárias; diversos tipos de câncer e loucura. 
A lista de benefícios não pára por aí. Se consumidas sem exagero, as oleaginosas não engordam e ainda: 
- Diminuem o risco de morte súbita associada à parada cardíaca;

- Diminuem e o nível de colesterol no sangue;

- Podem ajudar a prevenir alguns tipos de câncer.

Castanha do Pará
A castanha-do-Pará fornece o mineral selênio, que é antioxidantes, magnésio e ácido graxo ômega 3 benéfico para a saúde
Avelãs e amêndoas
Avelãs e amêndoas também são ricas em potássio e vitamina E. Além disso, avelãs contêm boas quantidades de cálcio.